# Рафаел ван дер Варт
Рафае́л Фердіна́нд ван дер Варт (нід. Rafael Ferdinand van der Vaart; нар. 11 лютого 1983 року, Гемскерк) — нідерландський футболіст, що грав на позиції півзахисника.

## Клубна кар'єра

### «Аякс»
У десять років Рафаел ван дер Варт потрапив на перегляд в амстердамському школу одного з найсильніших клубів країни, «Аякса». Його здібності справили враження на тренерів дитячої команди, і молодого футболіста прийняли. У сімнадцять років Рафаел дебютував за головну команду «Аякса» в нічийному (1:1) матчі з «Ден Босхом» в сезоні 1999/2000. Хоча він грав із завзяттям, демонструючи хорошу техніку, на поле в тому сезоні він більше не виходив.
На початку сезону 2000/2001 ван дер Варт був гравцем запасу, але по ходу сезону тренер «Аякса», Ко Адріансе, довіряв своєму молодому півзахиснику все більше часу на полі. Він зайняв позицію центрального атакуючого півзахисника, інколи грав на лівому фланзі півзахисту. У тому сезоні вболівальники клубу, побачивши в юному футболіста великий потенціал, вибрали його найкращим молодим гравцем «Аякса».
У сезоні 2001/2002 ван дер Варт повинен був стати одним з лідерів команди, проте він отримав серйозне пошкодження меніска, яке зажадало операції та тривалої реабілітації. Однак після повернення на поле 2 квітня 2002 року в футболіста стався рецидив травми, у результаті якого потрібна ще одна, цього разу серйозніша операція. Травма та подальше відновлення змусили Рафаела пропустити залишок сезону.
У сезоні 2002/2003 ван дер Варт повністю видужав, повернувся до ладу і на Амстердамському футбольному турнірі показав видатну гру, забивши два голи у ворота «Барселони». «Аякс» виграв турнір, а Рафаель ван дер Варт був визнаний його найкращим гравцем.

### «Гамбург»
Ван дер Варт несподівано для всіх перейшов в «Гамбург» 1 липня 2005 року. Передбачалося, що він поповнить склад одного з провідних клубів Європи, до числа яких «Гамбург» на той момент не відносився — можливими кандидатами на перемогу у боротьбі за молодого і перспективного півзахисника вважалися «Барселона», мадридський «Реал» і «Манчестер Юнайтед». У «Гамбурзі» ван дер Варт грає роль плеймейкера — провідного півзахисника. Багато в чому завдяки його приходу в команду «Гамбургу» вдалося здобути перемогу в Кубку Інтертото 2005, зайняти 3-е місце в Бундеслізі 2005–2006 і потрапити до групового турніру Ліги чемпіонів УЄФА. У своєму першому сезоні в Німеччині ван дер Варт став найкращим бомбардиром команди, забивши 9 голів.
Перед початком сезону 2006–2007 ван дер Варт був обраний капітаном команди. Проте чергова травма на початку сезону надовго вивела його з ладу. За цей час «Гамбург» встиг опуститися в зону вильоту, вигравши лише один матч у першому колі. Повернення Рафаела зробило миттєвий ефект на гру команди, особливо в Лізі чемпіонів, де він забив три голи в трьох матчах, яких, втім, не вистачило для виходу в плей-оф. У чемпіонаті з ван дер Вартом «Гамбург» зміг покинути небезпечну зону і, обігруючи такі команди, як «Баварія», «Вердер» і «Шальке 04», піднятися до 7-го місця та потрапити до Кубка Інтертото.
Сезон 2007–2008 ван дер Варт почав, перебуваючи у блискучій формі. У перших семи іграх чемпіонату він забив 6 голів. Всього за сезон Рафаел забив 21 гол у матчах Бундесліги, Кубка Німеччини і Кубка УЄФА, що стало найкращим досягненням у його кар'єрі.

### «Реал Мадрид»
5 серпня 2008 року Рафаель підписав з клубом «Реал Мадрид» п'ятирічний контракт, сума трансферу склала більше 15 млн євро. 14 вересня дебютував в іспанській Примері та відзначився забитим голом у матчі проти «Нумансії».

### «Тоттенхем Хотспур»
31 серпня 2010 року Рафаел ван дер Варт був підписаний англійською командою «Тоттенхем Хотспур». Як повідомляв сам Рафаель, він був радий перейти в сильний чемпіонат і прекрасну команду, яку він оцінив вище, ніж самого заклятого ворога своєї команди — «Арсенал». Дебютував Рафаель в матчі проти «Вест Бромвіч», а в наступному офіційному матчі «Шпор» зробив гольовий пас на Пітера Крауча. У тому ж матчі отримав надрив, але вже скоро було зрозуміло, що ван дер Варт не серйозно травмований і зможе вийти на поле проти «Вулверхемптона». У «Тоттенхемі» ван дер Варт став гравцем основного складу, в кожному матчі діючи виключно корисно, був обраний «гравцем місяця» у Прем'єр-Лізі.

## Кар'єра в збірній
Рафаел ван дер Варт дебютував за національну збірну Нідерландів у матчі з командою Андорри 6 жовтня 2001 року. Він грав за збірну на Євро-2004, Чемпіонаті світу 2006 року, Євро-2008 та Чемпіонаті світу 2010 року. Після завершення кар'єри Джованні ван Бронкхорста, став капітаном збірної.

## Особисте життя
Мати Рафаеля — іспанка, батько — нідерландець.
10 червня 2005 року Рафаел одружився з Сільвією Мейс, нідерладнською акторкою та телеведучою. 27 травня 2006 року в них народилася перша дитина, син Деміан Рафаел. Сільвія непогано володіє футбольним м'ячем, але почала свою кар'єру як топ-модель.

## Нагороди та досягнення

### Особисті нагороди
- Найкращий молодий футболіст в Європі «Golden Boy»: 2003
- Найкращий молодий спортсмен Амстердама (3): 1999, 2000, 2001
- Найкращий спортсмен Амстердама (1): 2001
- Найкращий гравець Амстердамського турніру (1): 2002

### Досягнення з клубом
- Чемпіон Нідерландів (2): 2001/2002, 2003/2004
- Володар Кубка Нідерландів (1): 2001/2002
- Володар Суперкубка Нідерландів (1): 2002
- Переможець Амстердамського турніру (2): 2001/2002, 2002/2003
- Переможець Кубка Інтертото (2): 2005, 2007
- Володар Суперкубка Іспанії (1): 2008

### Нагороди за збірну
- Бронзовий призер Чемпіонату Європи 2004
- Срібний призер Чемпіонату світу 2010